# Prise illégale d'intérêts
En France, le délit de prise illégale d’intérêts est défini à l’article 432-12 du code pénal : 
« Le fait, par une personne dépositaire de l'autorité publique ou chargée d'une mission de service public ou par une personne investie d'un mandat électif public, de prendre, recevoir ou conserver, directement ou indirectement, un intérêt de nature à compromettre son impartialité, son indépendance ou son objectivité dans une entreprise ou dans une opération dont elle a, au moment de l'acte, en tout ou partie, la charge d'assurer la surveillance, l'administration, la liquidation ou le paiement, est puni de cinq ans d'emprisonnement et d'une amende de 500 000 €, dont le montant peut être porté au double du produit tiré de l'infraction ».
La prise illégale d'intérêts est un délit puni de cinq ans d'emprisonnement et de 500 000
euros d'amende.
La prise illégale d'intérêts comporte toutefois une exception (alinéa 2). Les élus de communes de moins de 3 500 habitants peuvent conclure un certain nombre de conventions avec la commune, par exemple afin d'acquérir des biens immobiliers ou immeubles ruraux sous réserve de l'avis favorable du service des Domaines et d'une délibération motivée du conseil municipal.
Certaines associations connues sont spécialisées dans la prévention et la répression de ce type d'infraction, telle que ALPAGA, Transparency International ou Anticor.
Selon l'association ALPAGA, les possibilités de recruter du personnel intuitu personæ au sein des administrations publiques et par les parlementaires à l'égard de leurs collaborateurs porteraient un risque accru de prise illégale d'intérêts dans le cas de l'embauche d'un proche.
Depuis la jurisprudence de l'arrêt du 6 décembre 1996, le juge administratif saisi d'un recours pour excès de pouvoir annule la nomination d'un fonctionnaire dans une entreprise concurrentielle, lorsque la personne nommée est placée dans une situation potentielle de prise illégale d'intérêts. Cette annulation ne veut pas dire pour autant que l'infraction pénale ait été commise.

## Historique
Créé par le code pénal de 1810, ce délit est dénommé « délit d'ingérence » jusqu'à sa réécriture en 1992.

## Exemples
- Patrick Balkany, maire de Levallois-Perret, et son épouse Isabelle Smadja, possèdent une propriété de 4 hectares à Giverny, dans l’Eure, sur laquelle se trouvent un moulin sur le ruisseau "l'Aunette" et d'autres dépendances. En ce lieu, le couple utilisa du personnel municipal de Levallois-Perret en qualité de domestiques. Pour ce fait de prise illégale d'intérêts, Patrick Balkany fut condamné en mai 1996 par le tribunal correctionnel de Nanterre à quinze mois de prison avec sursis, 200 000 francs d'amende et deux ans d'inéligibilité.
- Jean-Paul Huchon et sa femme Dominique Le Texier ont été condamnés à six mois de prison avec sursis, 60 000 euros d'amende, pour prise illégale d’intérêts dans des marchés publics passés en 2002 et 2003, entre le Conseil régional d'Île de France et les sociétés de communication Image Publique, Sertis et LM Festivals, employant sa femme.
- Jacques Bompard, maire d'Orange, est condamné en 2019 à six mois d'emprisonnement avec sursis et 50 000 euros d'amende, dont 25 000 avec sursis, pour prise illégale d'intérêts[4].
- Michèle Alliot-Marie, condamnée en 2024 à six mois de prison avec sursis pour prise illégale d’intérêts[5].